# Jekelfalussy József
Jekelfalusi és margitfalvi Jekelfalussy József (Rimaszombat, 1849. október 9. – Lontó, 1901. február 12.) statisztikus, közgazdász, a Magyar Tudományos Akadémia levelező (1888), majd rendes (1893) tagja. 1892–1901 között az Országos Magyar Királyi Statisztikai Hivatal igazgatója volt, számos vonatkozásban korszerűsítette a statisztikai adatfelvétel és -feldolgozás módszertanát, megvetette a magyarországi szociális és gazdaságstatisztika alapjait.

## Életpályája
Alapiskoláit Lőcsén, majd Eperjesen és Nagyszombatban végezte. 1869-ben Pestre költözött, ahol a földművelés-, ipar- és kereskedelemügyi minisztérium statisztikai osztályának tisztviselője lett, s ezzel egyidejűleg beiratkozott a Pesti Egyetem jogi karára is. 1871-ben a minisztériumi osztályból szervezett Országos Magyar Királyi Statisztikai Hivatal gyakornokként átvette Jekelfalussyt, aki 1871–72-ben elvégezte a statisztikai tanfolyamot, és statisztikusi szakvizsgát tett. 1873-tól segédfogalmazói rangban dolgozott a statisztikai intézetben. Jogtudományi doktori oklevelét végül 1874-ben szerezte meg, s még ugyanabban az évben váltóügyvédi vizsgát is tett. 1878–79-ben katonaként részt vett Bosznia okkupációjában. Hazatérése után megházasodott és felépíttette lontói kastélyát. Ezzel párhuzamosan immár fogalmazóként, 1882-től miniszteri titkárként folytatta munkáját a statisztikai hivatalban. 1886-ban címzetes miniszteri osztálytanácsosi rangban kinevezték az intézet aligazgatójává. 1888-ban tényleges miniszteri osztálytanácsos lett, 1892-ben – Keleti Károly halála után – pedig átvette az Országos Magyar Királyi Statisztikai Hivatal igazgatását, és haláláig irányította az intézmény munkáját.
Életének utolsó éveiben visszatérő betegséggel küzdött, egyre többet tartózkodott felesége lontói birtokán.

## Munkássága
Pályája elején főleg a népszámlálás módszertani problémái, valamint a demográfiai adatok társadalomstatisztikai kérdései vonzották (nemzetiségek, foglalkoztatásszerkezet, bűnözés stb.). Nevéhez fűződik a korábbi lajstromozás helyett a részletesebb adatok felvételét lehetővé tevő adatlapos gyűjtés bevezetése, az első országos cigányösszeírás megszervezése, a bűnügyi statisztika korszerű módszertanának megteremtése, valamint több helységnévtár és címtár összeállítása. Az 1880-as évek második felétől figyelme egyre inkább a gazdaságstatisztikára, főként az ipari és mezőgazdasági termelési mutatók elemzésére terjedt ki. Iparstatisztikai munkája kapcsán körvonalazódó nemzetgazdasági elgondolásait közgazdasági szakfolyóiratokban (Nemzetgazdasági Szemle, Közgazdasági Szemle, Budapesti Szemle stb.) publikálta, s az 1890-es évekre a magyarországi közgazdászkörök elismert alakja lett. Szerkesztette a Közgazdasági és Statisztikai Évkönyv (1887-től), a Nemzetgazdasági Szemle (1889–1892), a Közgazdasági és Közigazgatási Szemle (1893–1894) és a Közgazdasági Szemle (1895–1899) című szakfolyóiratokat.
Kiváló szervező hírében állt, s igazgatása közel tíz éve alatt – többek között a már említett módszertani újításai segítségével – magas színvonalra emelte az Országos Magyar Királyi Statisztikai Hivatal munkáját. Létrehozta a kormányjelentés intézményét, azaz a statisztikai hivatal meghatározott rendszerességgel az országgyűlés elé terjesztette a legfrissebb statisztikai felméréseken alapuló elemzéseit. Szakmai támogatásával fogadták el 1897-ben a statisztikai törvényt (1897. évi XXXV. tc.), amely az állampolgárok számára kötelezővé tette az igazságnak megfelelő adatok kiszolgáltatását, a személyes adatok kezelésének és védelmének törvényi szavatolása mellett. 1898-ra az ő irányításával épülhetett fel a statisztikai hivatal új – ma is használatban lévő – főépülete a Keleti Károly utcában.

### Társasági tagságai és elismerései
Munkássága elismeréseként 1888-ban a Magyar Tudományos Akadémia levelező, 1893-ban rendes tagjává választották, 1892 és 1900 között a nemzetgazdasági bizottság előadója volt. 1885-től tagja volt a Nemzetközi Statisztikai Intézetnek (International Statistical Institute, ISI).

### Főbb művei
- Népünk hivatása és foglalkozása az 1880-ban végrehajtott számlálás szerint. Budapest, 1882.
- A községek háztartása és pótadójuk 1881. Budapest, 1883.
- A községi pénzügy főbb eredményei hazánkban. Budapest, 1883.
- Hazánk bűnügyi statisztikája 1873–80. Budapest, 1883.
- Magyarország népességi statisztikája. Budapest, 1884.
- Magyarország házi ipara az 1884. év elején. Budapest, 1885.
- Magyarország malomipara 1885. év elején. Budapest, 1885.
- Magyarország iparstatisztikája 1885-ben. Budapest, 1886.
- Fogházaink állapota 1872–1886. Budapest, 1887.
- Az ezredéves magyar állam és népe. (szerk.) Bp, 1896. Németül Angolul

## Emlékezete
1999-ben falunap keretében emlékezett meg Lontó népe Jekelfalussy József jogtudor 150. születésnapjáról. A szentmisével és koszorúzással egybekötött ünnepséget a budapesti Központi Statisztikai Hivatal akkori munkatársai is megtisztelték jelenlétükkel. Dr. Dányi Dezső (1921-2000) akadémikus, nemzetközi hírű demográfia kutató rövid előadásban méltatta Jekelfalussy József életét és munkásságát, Dr. Mellár Tamás, a KSH elnöke a sírboltnál emlékezett nagynevű elődjére, Dr. Jeney Zsuzsa, a KSH Levéltárának igazgatónője pedig az emlékkiállítást nyitotta meg.